# Leiobunum hongkongium
Leiobunum hongkongium is een hooiwagen uit de familie Sclerosomatidae.